# Palinggihan
Palinggihan is een bestuurslaag in het regentschap Purwakarta van de provincie West-Java, Indonesië. Palinggihan telt 4791 inwoners (volkstelling 2010).